# Спрингстин, Джессика
Джессика Рэй Спрингстин (англ. Jessica Rae Springsteen; 30 декабря 1991, Лос-Анджелес) — американская спортсменка-конник, серебряный призёр Олимпийских игр 2020 года в командном конкуре.

## Биография
Родилась в Лос-Анджелесе 30 декабря 1991 года, в семье музыкантов Брюса Спрингстина и Патти Скелфы. У неё двое братьев, старший — Эван Джеймс (род. 1990) и младший — Самюэл Райан (род. 1994). Когда дети достигли школьного возраста, родители перевезли их в Нью-Джерси, чтобы вырастить их в дали от папарацци. Семье принадлежала лошадиная ферма в Кольтс-Нек Тауншип. 
В 2014 году окончила Дьюкский университет со степенью бакалавра После начала спортивной карьеры, Спрингстин также работала моделью и была названа послом конного спорта для Gucci.

## Карьера

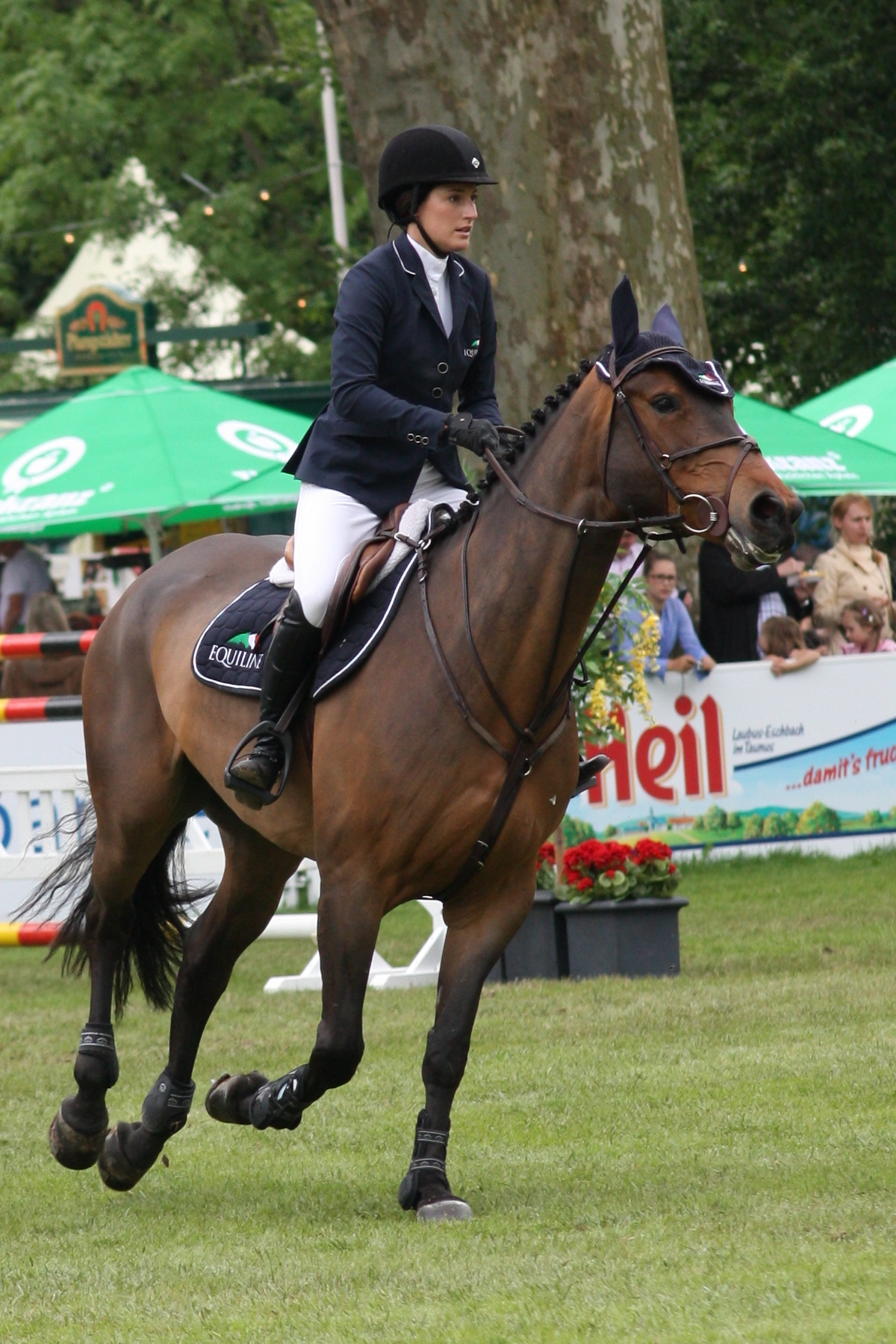
Джессика Спрингстин (2013 г.)

Джессика познакомилась с верховой ездой в 4-летнем возрасте, занимаясь на лошадях с семейной фермы. 
Тренировалась под руководством Фрэнка и Стаси Клейн Мэдден и, с 2010 по 2015 год, у Лауры Краут. С мая 2015 года тренируется с Эдвиной Топс-Александер.
В 2021 году была включена в состав сборной США для участия в Олимпийских играх 2020 в Токио. В индивидуальном зачёте она разделила 31 место и не отобралась в финал. Также выступила в командном конкуре, завоевав с командой серебряную медаль.

## Избранная фильмография
| Год  |   | Русское название | Оригинальное название | Роль              |
| ---- | - | ---------------- | --------------------- | ----------------- |
| 2012 | с | Сплетница        | Gossip Girl           | в роли самой себя |